# 上梅勒
上梅勒是德国图林根州的一个市镇。总面积21.64平方公里，总人口910人，其中男性477人，女性433人（2011年12月31日），人口密度42人/平方公里。